# Mesochorus iugosus
Mesochorus iugosus là một loài tò vò trong họ Ichneumonidae.